# Eckehard Deegen
Eckehard Deegen (* 11. September 1941 in Bad Köstritz; † 15. Dezember 2009) war ein deutscher Veterinärmediziner.

## Leben
Eckehard Deegen studierte von 1961 bis 1966 Veterinärmedizin an der Tierärztlichen Hochschule Hannover (TiHo) und an der Universität Wien. 1966 legte er sein Staatsexamen ab und wurde 1967 in Hanover zum Dr. med. vet. promoviert und approbiert. Er wurde anschließend Wissenschaftlicher Assistent, ab 1971 Oberassistent an der Klinik für Pferde der Tierärztlichen Hochschule Hannover. Mit einer Arbeit über die Kardiologie des Pferdeherzens habilitierte er sich 1976. 1978 wurde er zum Abteilungsvorsteher an der Tierärztlichen Hochschule Hannover sowie zum Professor für Innere Medizin in der Klinik des Pferdes ernannt. 1987 erfolgte die Berufung zum Universitätsprofessor und Direktor der Klinik des Pferdes.
Deegen hat über 200 wissenschaftliche Arbeiten veröffentlicht und über 100 Dissertationen initiiert und/oder betreut. Er war Schriftleiter der Fachzeitschrift „Tierärztliche Praxis“ und Mitherausgeber des Standardwerkes „Pferdeheilkunde“. Er war Mitglied in zahlreichen nationalen und internationalen Interessenvertretungen, unter anderem stellvertretender Vorstand der Deutschen Veterinärmedizinischen Gesellschaft.
Er hatte zahlreiche Gastdozenturen und -professuren inne; die Academia Polonica in Breslau ehrte ihn 1998 mit der Ehrendoktorwürde.